# Alaysha Johnson
Alaysha Johnson, född 20 juli 1996, är en amerikansk friidrottare som tävlar i häcklöpning.
Johnson kom på tredje plats på 100 meter häck vid de panamerikanska spelen 2023.